# Idra Maschio
L'Idra Maschio, o Serpente di Mare (in latino Hydrus), è una costellazione meridionale minore, introdotta da Johann Bayer nel suo Uranometria del 1603. Da non confondere con la più famosa Idra.

## Caratteristiche

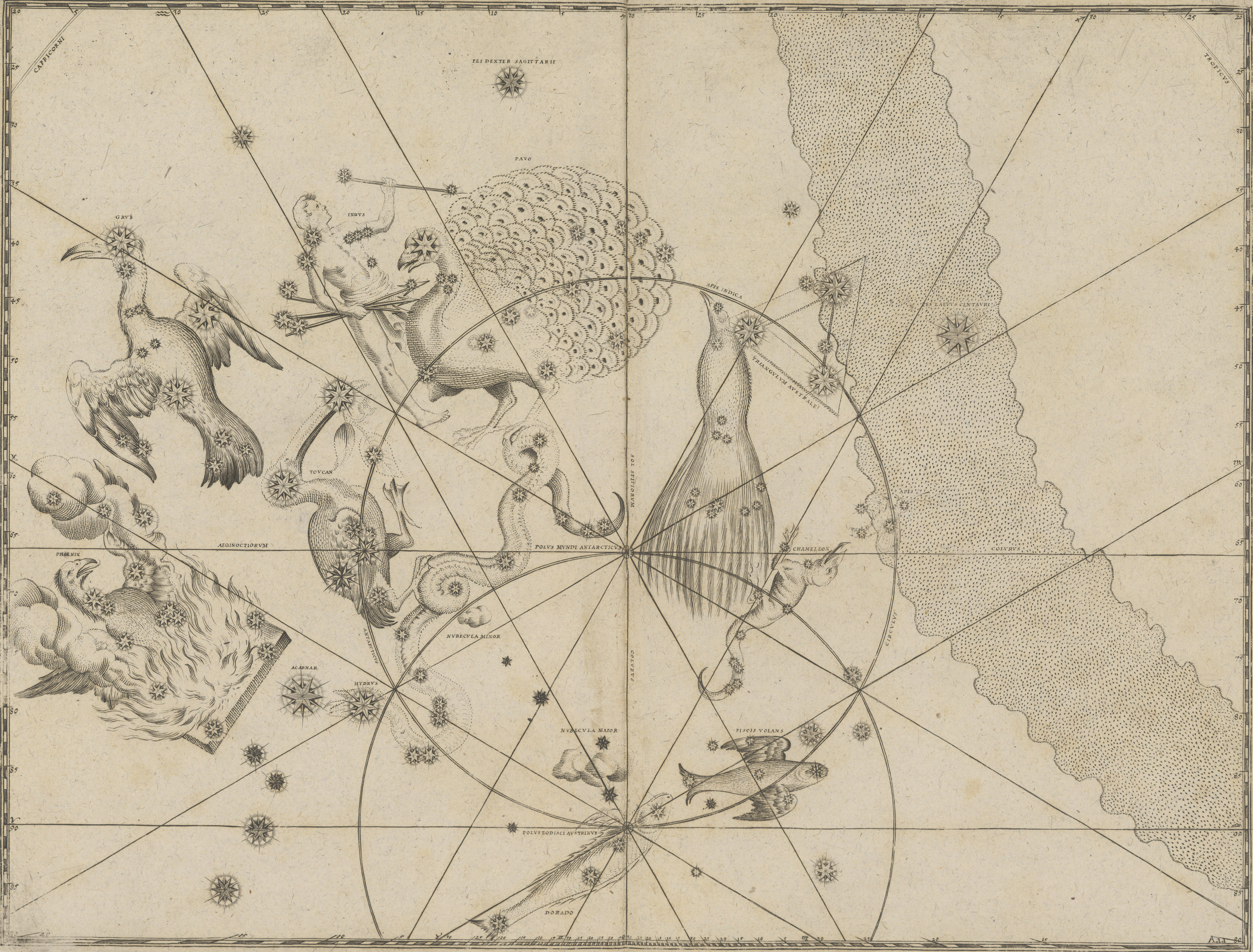
L'Uranometria di Bayer; L'Idra Maschio si snoda a sinistra del centro della pagina, nei pressi del polo sud celeste.

La costellazione si estende a declinazioni fortemente australi, a sud della brillante Achernar (α Eridani), e viene a trovarsi perfettamente in mezzo tra la Grande e la Piccola Nube di Magellano. Appare come un triangolo formato dalle stelle α Hydri, β Hydri e γ Hydri, tutte di magnitudine 3, ma la costellazione è priva sia di altre stelle appariscenti, sia di oggetti non stellari notevoli; la stella α è la più settentrionale delle tre e si individua facilmente pochi gradi a SE di Achernar. La parte meridionale viene invece a trovarsi a pochi gradi dal polo sud celeste.
Il periodo più indicato per la sua osservazione nel cielo serale è quello dei mesi compresi fra ottobre e febbraio, ma tenendo conto che si tratta di una costellazione molto prossima al polo sud celeste, si presenta circumpolare da gran parte delle regioni in cui può essere osservata, ossia dall'emisfero australe; da quello boreale è visibile per intero solo a pochi gradi dall'equatore, mentre è totalmente invisibile a nord del Tropico del Cancro.

### Stelle principali
- β Hydri è una stella gialla di magnitudine 2,82; trovandosi ad una distanza di soli 24 anni luce, è una delle stelle più vicine a noi. È anche il vertice meridionale del triangolo della costellazione.
- α Hydri è una stella bianco-gialla di magnitudine 2,86; dista 71 anni luce.
- γ Hydri è una stella gigante rossa di magnitudine 3,26; dista 214 anni luce.

Tra le altre stelle, sono da segnalare η2 Hydri e GJ 3021, entrambe con un sistema planetario.

### Stelle doppie
Le stelle doppie rilevanti in questa costellazione sono in numero molto esiguo.
- HD 20313 è l'unica alla portata di piccoli strumenti, essendo composta da una stella di quinta e una di ottava separate da circa 15".

| Principali stelle doppie |                                          |                                          |             |             |                                 |        |
| Nome                     | Coordinate equatoriali all'epoca J2000.0 | Coordinate equatoriali all'epoca J2000.0 | Magnitudine | Magnitudine | Separazione (in secondi d'arco) | Colore |
| Nome                     | AR                                       | Dec                                      | A           | B           | Separazione (in secondi d'arco) | Colore |
| HD 11944                 | 01h 55m 20s                              | -60° 18′ 45″                             | 7,1         | 7,3         | 2,4                             | g + g  |
| HD 20313                 | 03h 07m 32s                              | -78° 59′ 21″                             | 5,7         | 8,1         | 15,2                            | g + g  |

### Stelle variabili
Le stelle variabili della costellazione sono tutte molto deboli; la più luminosa in fase di massima è la RS Hydri, una Mireide che oscilla fra la decima e la sedicesima grandezza.
| Principali stelle variabili |                                          |                                          |             |             |                  |         |
| Nome                        | Coordinate equatoriali all'epoca J2000.0 | Coordinate equatoriali all'epoca J2000.0 | Magnitudine | Magnitudine | Periodo (giorni) | Tipo    |
| Nome                        | AR                                       | Dec                                      | Max.        | Min.        | Periodo (giorni) | Tipo    |
| RS Hydri                    | 01h 10m 28s                              | -76° 50′ 56″                             | 9,5         | 16          | 215,5            | Mireide |

## Oggetti del profondo cielo
La costellazione è priva di oggetti non stellari di una certa importanza; l'oggetto più brillante è NGC 1466, un ammasso globulare appartenente alla Grande Nube di Magellano, noto per le stelle variabili in esso scoperte.
| Principali oggetti non stellari |                                          |                                          |                   |             |                                        |              |
| Nome                            | Coordinate equatoriali all'epoca J2000.0 | Coordinate equatoriali all'epoca J2000.0 | Tipo              | Magnitudine | Dimensioni apparenti (in primi d'arco) | Nome proprio |
| Nome                            | AR                                       | Dec                                      | Tipo              | Magnitudine | Dimensioni apparenti (in primi d'arco) | Nome proprio |
| NGC 1466                        | 03h 44m 33s                              | -71° 40′ :                               | Ammasso globulare | 11,6        | 2,3                                    |              |
| NGC 1511                        | 03h 59m 37s                              | -67° 38′ 07″                             | Galassia          | 11,4        | 5,0 x 2,0                              |              |

## Sistemi planetari
Quello di HD 10180, una nana gialla simile al Sole, è il più ricco sistema planetario in assoluto che si conosca, e non solo della costellazione. Uno dei suoi pianeti più esterni, HD 10180 g, si trova all'interno della zona abitabile. Conta di sette pianeti più altri due da confermare. Un altro sistema planetario noto della costellazione è quello di η2 Hydri, una gigante gialla che possiede un gigante gassoso con oltre sei masse gioviane alla distanza di 2 UA dalla sua stella madre.
| Sistemi planetari |                                          |                                          |             |                |                              |
| Nome del sistema  | Coordinate equatoriali all'epoca J2000.0 | Coordinate equatoriali all'epoca J2000.0 | Magnitudine | Tipo di stella | Numero di pianeti confermati |
| Nome del sistema  | AR                                       | Dec                                      | Magnitudine | Tipo di stella | Numero di pianeti confermati |
| Gliese 3021       | 00h 16m 13s                              | -79° 51′ 04″                             | 6,59        | Nana gialla    | 1 (b)                        |
| HD 10180          | 01h 37m 54s                              | -60° 30′ 41″                             | 7,33        | Nana gialla    | 7 (b, c, d, e, f, g, h)      |
| η2 Hydri          | 01h 54m 56s                              | -67° 38′ 51″                             | 4,68        | Gigante gialla | 1 (b)                        |
| TOI-2202          | 03h 24m 55s                              | -73° 57′ 27″                             | 13,00       | Nana arancione | 2 (b, c)                     |